# Lliga catalana de bàsquet masculina 2024-2025
La Lliga Catalana ACB 2024-25 és la quaranta-cinquena edició de la Lliga catalana. Se celebra des de l'11 al 15 de setembre de 2024 al Palau d’Esports Catalunya de Tarragona i és organitzada per la Federació Catalana de Basquetbol. Hi participen sis equips que competeixen a la Lliga ACB, cinc catalans, el FC Barcelona, vigent campió, el Club Joventut Badalona, el Baxi Manresa, el Bàsquet Girona i l'Hiopos Lleida, i el Morabanc Andorra, equip andorrà adscrit a la Federació Catalana. La competició es disputa en dues fases, una primera, en format de lligueta, i una segona, amb final. A la primera, els clubs participants es dividiren en dos grups de tres membres cadascun i accediren a la següent fase els primers classificats ambdós grups.
Tota la competició és retransmesa en directe pel canal Esport3 i, com a novetat, s'anuncià l'ús de la tecnologia de l'Instant Replay.

## Clubs participants
- Morabanc Andorra
- Futbol Clubs Barcelona
- Club Joventut Badalona
- Bàsquet Girona
- Baxi Manresa
- Hiopos Lleida

## Primera fase

### Lligueta

#### Primera jornada
| 11 de setembre de 2024 | Morabanc Andorra                                                    | 84–61                                           | Bàsquet Girona                                                   | Tarragona                                                                                   |  |
| 12:30 CET Partit 1     | Puntuació per quart: 14-17, 22-16, 23-15, 25-13                     | Puntuació per quart: 14-17, 22-16, 23-15, 25-13 | Puntuació per quart: 14-17, 22-16, 23-15, 25-13                  |                                                                                             |  |
|                        | Pts: Doumbouya 14 Rebs: Doumbouya 8 Asts: Evans 4 Val: Doumbouya 23 | Informe                                         | Pts: Iroegbu 21 Rebs: Fjellerup 6 Asts: Durham 4 Val: Iroegbu 17 | Palau Municipal d'Esports Catalunya Àrbitres: Jordi Aliaga, Arnau Padrós i Andrés Fernández |  |

| 11 de setembre de 2024 | Baxi Manresa                                            | 71–59                                           | Joventut Badalona                                                | Tarragona                                                                                      |  |
| 20:30 CET Partit 2     | Puntuació per quart: 16-15, 11-18, 23-12, 21-14         | Puntuació per quart: 16-15, 11-18, 23-12, 21-14 | Puntuació per quart: 16-15, 11-18, 23-12, 21-14                  |                                                                                                |  |
|                        | Pts: Cate 12 Rebs: Vescovi 7 Asts: Péres 5 Val: Cate 18 | Informe                                         | Pts: Dotson 12 Rebs: Gates, Hanga 6 Asts: Hanga 3 Val: Dotson 17 | Palau Municipal d'Esports Catalunya Àrbitres: Oscar Perea, Juan de Dios Oyón i Yasmina Alcaraz |  |

#### Segona jornada
| 12 de setembre de 2024 | Hiopos Lleida                                                  | 85–93                                           | Baxi Manresa                                                                | Tarragona                                                                                   |  |
| 18:30 CET Partit 3     | Puntuació per quart: 23-18, 19-22, 18-30, 25-23                | Puntuació per quart: 23-18, 19-22, 18-30, 25-23 | Puntuació per quart: 23-18, 19-22, 18-30, 25-23                             |                                                                                             |  |
|                        | Pts: Bozic 15 Rebs: Bozic, Oriola 5 Asts: Bost 6 Val: Bozic 23 | Informe                                         | Pts: Alston 20 Rebs: Ohams, Sagnia 7 Asts: Hunt, Pérez 4 Val: Šteinbergs 18 | Palau Municipal d'Esports Catalunya Àrbitres: Jordi Aliaga, Arnau Padrós i Andrés Fernández |  |

| 12 de setembre de 2024 | FC Barcelona                                                                 | 90–77                                           | Morabanc Andorra                                                | Tarragona                                                                                  |  |
| 21:00 CET Partit 4     | Puntuació per quart: 17-16, 26-15, 24-23, 23-23                              | Puntuació per quart: 17-16, 26-15, 24-23, 23-23 | Puntuació per quart: 17-16, 26-15, 24-23, 23-23                 |                                                                                            |  |
|                        | Pts: Punter, Laprovittola 16 Rebs: Metu 9 Asts: Nuñez 5 Val: Metu, Parker 19 | Informe                                         | Pts: Evans 15 Rebs: Doumbouya 7 Asts: Evans 4 Val: Doumbouya 16 | Palau Municipal d'Esports Catalunya Àrbitres: Oscar Perea, Alberto Baena i Yasmina Alcaraz |  |

#### Tercera jornada
| 13 de setembre de 2024 | Joventut Badalona                                                              | 80–83                                           | Hiopos Lleida                                                | Tarragona                                                                                  |  |
| 18:30 CET Partit 5     | Puntuació per quart: 15-21, 23-28, 19-16, 23-18                                | Puntuació per quart: 15-21, 23-28, 19-16, 23-18 | Puntuació per quart: 15-21, 23-28, 19-16, 23-18              |                                                                                            |  |
|                        | Pts: Gates 17 Rebs: Robertson 6 Asts: Ribas, Gates, Robertson 3 Val: Dotson 23 | Informe                                         | Pts: Hasbrouck 21 Rebs: Bozic 6 Asts: Villar 4 Val: Bozic 20 | Palau Municipal d'Esports Catalunya Àrbitres: Oscar Perea, Alberto Baena i Yasmina Alcaraz |  |

| 13 de setembre de 2024 | Bàsquet Girona                                               | 79–83                                           | FC Barcelona                                                    | Tarragona                                                                                   |  |
| 21:00 CET Partit 6     | Puntuació per quart: 21-13, 22-22, 19-26, 17-22              | Puntuació per quart: 21-13, 22-22, 19-26, 17-22 | Puntuació per quart: 21-13, 22-22, 19-26, 17-22                 |                                                                                             |  |
|                        | Pts: Durham 17 Rebs: Pons 4 Asts: Marcos 4 Val: Fjellerup 19 | Informe                                         | Pts: Parker 23 Rebs: Hernángomez 7 Asts: Nuñez 7 Val: Parker 23 | Palau Municipal d'Esports Catalunya Àrbitres: Jordi Aliaga, Arnau Padrós i Andrés Fernández |  |

### Classificació
|                                       | Equip classificat per la final |
| Nota: Noms dels equips segons l'època |                                |

| Grup 1 | Grup 1           | Grup 1 | Grup 1 | Grup 1 | Grup 1 | Grup 1 | Grup 1 | Grup 1 |
| #      | Club             | Punts  | PJ     | PG     | PP     | PF     | PC     | BA     |
| ------ | ---------------- | ------ | ------ | ------ | ------ | ------ | ------ | ------ |
| 1      | FC Barcelona     | 4      | 2      | 2      | 0      | 173    | 156    | +23    |
| 2      | Morabanc Andorra | 3      | 2      | 1      | 1      | 161    | 151    | +10    |
| 3      | Bàsquet Girona   | 2      | 2      | 0      | 2      | 140    | 167    | -27    |

| Grup 2 | Grup 2            | Grup 2 | Grup 2 | Grup 2 | Grup 2 | Grup 2 | Grup 2 | Grup 2 |
| #      | Club              | Punts  | PJ     | PG     | PP     | PF     | PC     | BA     |
| ------ | ----------------- | ------ | ------ | ------ | ------ | ------ | ------ | ------ |
| 1      | Baxi Manresa      | 4      | 2      | 2      | 0      | 164    | 144    | +20    |
| 2      | Hiopos Lleida     | 3      | 2      | 1      | 1      | 168    | 173    | -5     |
| 3      | Joventut Badalona | 2      | 2      | 0      | 2      | 139    | 154    | -15    |

## Final
| 15 de setembre de 2024 19:30 CET Informe | FC Barcelona                                                                  | 98–81 | Baxi Manresa                                                             | Palau Municipal d'Esports Catalunya, Tarragona Àrbitres: Jordi Aliaga, Alberto Baena i Yasmina Alcaraz |
| 15 de setembre de 2024 19:30 CET Informe | Resultats per quarts: 25-20, 20-21, 28-15, 25-25                              |       |                                                                          | Palau Municipal d'Esports Catalunya, Tarragona Àrbitres: Jordi Aliaga, Alberto Baena i Yasmina Alcaraz |
| 15 de setembre de 2024 19:30 CET Informe | Pts: Hernangómez 17 Rebs: Hernangómez 10 Assist: Veselý 4 Val: Hernangómez 26 |       | Pts: Alston, Hunt 19 Rebs: Saint-Supery 5 Assist: Pérez 6 Val: Alston 24 | Palau Municipal d'Esports Catalunya, Tarragona Àrbitres: Jordi Aliaga, Alberto Baena i Yasmina Alcaraz |

| FC Barcelona | Baxi Manresa |

| #              | Jugador              | Pts | Rbs. | Ass. | Val. |
| -------------- | -------------------- | --- | ---- | ---- | ---- |
| 0              | Kevin Punter         | 11  | 1    | 2    | 8    |
| 1              | Justin Anderson      | 13  | 2    | 1    | 18   |
| 6              | Jan Veselý           | 8   | 2    | 4    | 11   |
| 8              | Darío Brizuela       | 3   | 1    | 3    | 5    |
| 10             | Chimezie Metu        | 5   | 3    | 1    | 6    |
| 13             | Tomáš Satoranský     | 9   | 0    | 2    | 9    |
| 14             | Willy Hernángomez    | 17  | 10   | 0    | 26   |
| 17             | Juan Nuñez           | 6   | 5    | 3    | 11   |
| 20             | Nicolás Laprovittola | 12  | 1    | 3    | 12   |
| 21             | Alex Abrines         | 3   | 2    | 0    | 4    |
| 22             | Jabari Parker        | 11  | 1    | 2    | 7    |
| 44             | Joel Parra           | 0   | 0    | 0    | -1   |
| Total          | Total                | 98  | 29   | 21   | 115  |
| Entrenador     |                      |     |      |      |      |
| Joan Peñarroya |                      |     |      |      |      |

| Campió de la Lliga Catalana 2024-25 |
| ----------------------------------- |
| FC Barcelona Vint-i-cinquè títol    |
| MVP                                 |
| Willy Hernangómez                   |

| #            | Jugador            | Pts | Rbs. | Ass. | Val. |
| ------------ | ------------------ | --- | ---- | ---- | ---- |
| 1            | Chuba Ohams        | 4   | 2    | 1    | 6    |
| 4            | Santi Vescovi      | 2   | 2    | 0    | 2    |
| 8            | Alex Reyes         | 9   | 3    | 1    | 4    |
| 12           | Marcis Šteinbergs  | 4   | 1    | 1    | -1   |
| 13           | Musa Sagnia        | 2   | 4    | 1    | 1    |
| 16           | Ondra Hustak       | 2   | 0    | 0    | -1   |
| 17           | Mario Saint-Supery | 7   | 5    | 2    | 8    |
| 21           | Derrick Alston Jr. | 19  | 3    | 3    | 24   |
| 24           | Cameron Hunt       | 19  | 2    | 0    | 21   |
| 28           | Max Gaspà          | N/D | N/D  | N/D  | N/D  |
| 55           | Dani Pérez         | 3   | 1    | 6    | 10   |
| 97           | Emmanuel Cate      | 10  | 3    | 1    | 9    |
| Total        | Total              | 81  | 28   | 16   | 82   |
| Entrenador   |                    |     |      |      |      |
| Diego Ocampo |                    |     |      |      |      |